# Zeetrektellen
Zeetrektellen is een gespecialiseerde vorm van het waarnemen van vogels, waarbij gekeken wordt naar de trek van vogels over zee. Het gaat daarbij meestal om zeevogels, maar ook landvogels kunnen over zee trekken; en de waarnemingen kunnen worden gedaan vanaf een (meestal ver in zee uitstekend) punt aan de kust, of vanaf een boot of schip. 

## Zeetrek
Onder zeevogels verstaan we vogels die een groot deel van hun leven op open zee of aan de kust doorbrengen. Veel soorten trekken, van broed- naar overwinteringsgebied, of ze maken lange zwerftochten op zoek naar voedsel. In Nederland en België gaat het bij deze groep vooral om alken en zeekoeten, stormvogels en pijlstormvogels, jan-van-genten, meeuwen en om sterns en jagers.
Naast de echte zeevogels worden ook veel waarnemingen gedaan van zee-eenden en andere eendachtigen, van duikers en van steltlopers.
Incidenteel vliegen ook allerlei andere vogels op of langs zee, zoals reigers, zangvogels en roofvogels. 
Veel zeevogels blijven veelal ver uit de kust. Harde wind brengt ze binnen zichtafstand. Storm uit het westen of noordwesten, een paar dagen lang, kan soorten zoals jan-van-gent en grauwe pijlstormvogel naar de kust drijven. Uitzonderlijke waarnemingsdagen, zoals bijvoorbeeld eind september 2004 bij Lauwersoog, toen op een dag meer dan 125 "vaaltjes" (vale stormvogeltjes) werden waargenomen, naast grote aantallen noordse pijlstormvogels, jagers, en vele andere bijzonderheden, volgen meestal op flinke storm.

## Zeetrektellen
Het gaat bij het waarnemen van zeetrek niet alleen om de soorten, maar ook om de aantallen en de trekrichting. Die gegevens worden standaard per uur genoteerd en leveren een rijke hoeveelheid gegevens op, op basis waarvan allerlei uitspraken kunnen worden gedaan over de trek. De gegevens worden verzameld op waarneming.nl en op trektellen.org. Op de laatste website zijn de specifieke zeetrek-lijstjes apart aangegeven.
Tot de gerenommeerde zeetrektelposten in Nederland behoren: de pieren van IJmuiden, de havenhoofden van Scheveningen, de Tweede Maasvlakte, de Westkappelse Zeedijk, Lauwersoog en de Waddeneilanden.
Een belangrijke doorbraak in de ontwikkeling van het waarnemen van de zeetrek was de publicatie in 1983 van een speciale uitgave van het ornithologische tijdschrift Limosa, waarin trekwaarnemingen over de periode 1974 tot 1979 werden samengevat.